# G.S.カビール
G.S.カビール（G.S.Kabir、1960年 - ）は、バングラデシュの画家。

## 人物
1986年ダッカ大学芸術学部美術修士課程修了。1991年、文部省国費留学生として来日。同年に開催されたアジア・アート・ビエンナーレ・バングラデシュでは金賞を受賞している。2003年東京藝術大学大学院美術研究科博士後期課程修了。
福岡市美術館、バングラデシュ国立美術館、インド現代美術館などに作品の所蔵がある。

## 画集
- Voice of future―未来の声 (2000年2月、BOXインターナショナル)